# غيرهارد روزباخ
غيرهارد روزباخ (بالألمانية: Gerhard Roßbach)‏ (28 فبراير 1893 – 30 أغسطس 1967)، أو روسباخ، زعيم لفريكوربس الألمانية ومنظم للجماعات القومية بعد الحرب العالمية الأولى. ويعود الفضل إليه عمومًا في اختراع الزي البني للحزب النازي بعد تزويد فائض من القمصان الكاكي الاستوائية للقوات المبكرة من كتيبة العاصفة (SA).

## الحياة والوظيفة
ولد روزباخ في كيربيرغ في بوميرانيا. خلال قتال البلطيق في عام 1919، له Freikorps Roßbach [sturmabteilung roßbach] قام بمسيرة طويلة للغاية من برلين عبر أوروبا الشرقية لإنقاذ الشعبة الحديدية ( فريكوربس أخرى) من الدمار على يد الجيش اللاتفي. 

## روابط خارجية
- غيرهارد روزباخ على موقع مونزينجر (الألمانية)